# نفق فيهمارنبيلت
نفق فيهمارنبيلت (اللغة الدنماركية: Femern Bælt-forbindelsen, اللغة الألمانية: Fehmarnbelt-Querung) عبارة عن نفق مغمور في الماء (كان جسرًا في تكرارات التصميم السابقة) من المفترض أن يربط بين جزيرة فيهمارن الألمانية وجزيرة لولاند الدنماركية. سيمر هذا النفق فوق قناة فيهمارنبيلت في بحر البلطيق – يبلغ طوله 18 كـم (11 ميل) – وبالتالي يقدم رابطًا مباشرًا عن طريق السكة الحديد والطريق السريع بين شمال ألمانيا وجزيرة لولاند، ومن ثم إلى جزيرة زيلاند الدنماركية. ويُعرف هذا الطريق في ألمانيا باسم Vogelfluglinie وفي الدنمارك باسم Fugleflugtslinjen (حرفيًا، «خط طيران الطائر»).
تجدر الإشارة إلى أنه يوجد بالفعل جسر يربط بين جزيرة فيهمارن والأراضي الألمانية، كما يوجد نفق وجسر يربط بين جزيرة لولاند وجزيرة فالستر، التي يربطها بجزيرة زيلاند جسر. هذا بالإضافة إلى أن جزيرة زيلاند متصلة بالفعل بـالساحل السويدي بواسطة جسر أوريسند; مع العلم أن نفق فيهمارنبيلت سيتيح المزيد من الانتقال المباشر من ألمانيا إلى السويد والنرويج.
في البداية، كان متوقعًا الانتهاء من إنشاء نفق فيهمارنبيلت في عام 2018, ولكن تغير التاريخ ليصبح في عام 2021. كانت تتمحور الفكرة في الأساس حول إنشاء جسر، ولكن في ديسمبر 2010 أعلنت شركة فيرمان إيه إس (Femern A/S) أنه من الأفضل إقامة نفق عن جسر؛ حيث إنه يتضمن مخاطر تشييد أقل، على الرغم من أن التكلفة المالية ستكون مماثلة تقريبًا. وقد وافقت الحكومة الدنماركية على المشروع بأغلبية برلمانية كبيرة في يناير 2011, بالرغم من أنه لن يتم اتخاذ قرار نهائي بهذا الشأن حتى عام 2012.

## المشروع
بدأ مخططو المواصلات الألمان والدنماركيون منذ أوائل عام 2000 في دعم فكرة إقامة «معبر ثابت» - جسر أو نفق - عبر مضيق فيهمارن. وكان إقامة جسر هو المخطط الأكثر احتمالاً لسنوات، ومن ثم، كان مفاجئًا بعض الشيء اختيار مخططي المشروع الدنماركيين تصميم نفق مغمور في الماء في أواخر عام 2010.
عندما صدّق (البرلمان) الدنماركي فولكتنغ على المشروع في مارس 2009, كانت التكاليف المقدرة 42 مليار كرونة دنماركية (5 مليار يورو). وقد تضمنت هذه التكلفة مبلغ 1.5 مليار يورو لعمليات تطوير أخرى، مثل كهربة وتطوير 160 كم من خط السكك الحديدية لتحويلها من خط سكة مفرد إلى خط سكة مزدوج في الجانب الدنماركي.
بالإضافة إلى أنه سيلزم إنشاء جسور جديدة عند فيهمارن ساوند (1 كم) وستورستروم (أطول بقليل من 3 كم). ومع ذلك، ووفقًا لما ورد في الاتفاق، لا يلزم استبدال جسر فيهمارن ساوند، كما أنه لن يتم استبدال جسر ستورستروم. هذا بالإضافة إلى احتمال تأجيل إنشاء خط سكة حديد مزدوج في ألمانيا لما يقرب من سبع سنوات، وذلك حسبما ورد في الاتفاق.
يعمل نفق فيهمارنبيلت وخطوط السكة المزدوجة على تقليل مدة السفر بالقطار من هامبورغ, ألمانيا إلى كوبنهاغن من أربع ساعات و45 دقيقة إلى ثلاث ساعات و15 دقيقة. ووفقًا للمخططات الحالية، سيتم توفير قطار ركاب وقطاري بضائع في كل اتجاه في الساعة. وهكذا، من المحتمل حدوث ازدحام وتأخيرات في الجانب الألماني من الجسر مع حركة المرور الكثيفة هذه، وذلك إذا تأخر توسيع خط السكة الحديد.
إن الطريق السريع الذي يربط بين كوبنهاغن وهامبورغ هو بالفعل طريق سيارات باستثناء 25 كم في ألمانيا (35 كم قبل عام 2008). والباقي عبارة عن طريق نقل سريع بحارتين. وسيتم توسيع الطريق السريع ليصبح طريق سيارات باستثناء الجزء الموجود عند جسر فيهمارن ساوند.
يماثل هذا المشروع من حيث الحجم مشروع جسر أوريسند أو جسر الحزام الكبير. ووفقًا لتقرير نُشر في 30 نوفمبر 2010 من شركة فيرمان إيه إس (شركة تابعة لشركة صند آند بيلت هولدينج إيه إس (Sund & Bælt Holding A/S) المملوكة لدولة الدنمارك، الشركة المسؤولة عن تصميم وتخطيط النفق الذي يربط بين الدنمارك وألمانيا، فقد جرى الآن تحديد ممر محاذاة النفق وسيقام في ممر يتجه شرق مرافئ العبارات بوتغاردن ورودبيهافن.
سيتم تمويل نفق فيهمارنبيلت من خلال قروض مضمونة من الدولة، والتي سيتم دفعها من خلال رسوم المرور في طريق السيارات والقطار. وستتحمل الدنمارك وحدها مسؤولية توفير التمويل للمشروع بالتكلفة المقدرة بمبلغ 35 مليار كرونة دنماركية أو 4.7 مليار يورو وستقتصر المساهمة الألمانية على تجهيز مرافق على البر في الجانب الألماني. وستمتلك حكومة الدنمارك النفق بالكامل وستُمنح الحق في الاحتفاظ برسوم المرور بعد تسديد القروض، كما ستتمتع بأي فرص للتوظيف في محطة تحصيل الرسوم. ومن المقرر أيضًا دفع الرسوم في تطوير السكك الحديد الدنماركية.
وعلى الجانب الألماني، سيتم تطوير الطريق ليتضمن أربع حارات وخط السكة الحديد ليصبح خط سكة مزدوج، ووفقًا لما ورد في الاتفاق، سيدفع تكاليف هذه التحسينات دافعو الضرائب الألمان وليس من رسوم المرور التي سيدفعها مستخدمو النفق.
أدرج الاتحاد الأوروبي هذا المشروع كأحد مشروعات البنية التحتية الثلاثين ذات الأولوية في قطاع المواصلات (شبكات النقل الأوروبية (TEN-T)) وسيدعم المشروع بمساهمة تبلغ حوالي 5-10%.

### خصائص النفق
تكون الأنفاق المنشأة تحت الماء إما محفورة أو مغمورة: ينتشر استخدام طريقة حفر الأنفاق في أنفاق المياه العميقة التي يزيد طولها عن 4 أو 5 كيلومتر (3.1 ميل), بينما تنتشر طريقة الغمر في الماء في الأنفاق التي تعبر الأنهار أو الموانئ الضحلة نسبيًا. وتتضمن طريقة الغمر في الماء تجريف خندق في قاع البحر ووضع أساس عبارة عن سرير من الرمال أو الحصى، ثم إنزال أجزاء النفق من الخرسانة مسبقة التصنيع في الحفرة وتغطيتها بطبقة واقية من الردم الخلفي التي يبلغ سُمكها عدة مترات.
سيمر عبر قناة فيهمارنبيلت نفق مغمور في الماء, وهو أطول نفق تم تشييده على الإطلاق. وفي 30 نوفمبر 2010، أعلن مدير المشروع بشركة فيرمان إيه إس الدنماركية أنه اختار تصميم نفق مغمور في الماء المقدم من اتحاد شركات رامبول (Ramboll) وآروب (Arup) وتي إي سي (TEC). وحسبما ذكر كبار مديري المشروع، إلى جانب كونه أطول نفق مغمور في الماء في العالم، فإنه سيكون أطول نفق في العالم يضم طريقًا للسيارات وخط سكة حديد، وأطول نفق تحت الماء في العالم يضم طريقًا لعبور السيارات، وأعمق نفق مغمور في الماء يضم حركة سير السيارات والسكة الحديد، وأخيرًا ثاني أعمق نفق مغمور في الماء مصنوع من الخرسانة. ويبلغ حجم المشروع حوالي خمسة أضعاف الجزء النفقي في جسر أوريسند بين الدنمارك والسويد، والذي يعتبر حاليًا أطول نفق خرساني مغمور في الماء.
يبلغ طول أعمق جزء في خندق نفق فيهمارنبيلت 35 مترًا وسيكون ارتفاع أجزاء النفق حوالي 10 أمتار، ولذلك ستحتاج بوارج التجريف إلى أن تكون قادرة على الوصول إلى أعماق تزيد عن 45 مترًا. وتهدف عملية التجريف إلى إعداد خندق يبلغ عرضه حوالي 40-50 مترًا وعمقه 12-15 مترًا. وهكذا، نستخلص من هذه المؤشرات أنه سيتم تجريف إجمالي 20 مليون متر مكعب (م³) من التراب. ولا تستطيع آلة التجريف التقليدية أن تصل إلا إلى عمق 25 مترًا تقريبًا. ويحتمل أن يتطلب تجريف الجزء الأوسط من خندق فيهمارن - أعمق من 25 مترًا تحت سطح الماء - استخدام الجرافات الكباشية والجرافات القادوسية بنظام الشفط الخلفي.
يبلغ طول النفق المقترح 17.6 كم وعمق 40 مترًا (تحت سطح البحر) وسيتضمن خط سكة حديد مزدوجًا. وتضمنت المناقشات المؤيدة لتشييد نفق تأثيره البيئي المنخفض للغاية واستقلاله عن الظروف المناخية؛ حيث إن الرياح المعترضة يمكنها التأثير بشكل كبير على الشاحنات والمقطورات، وخصوصًا على الجسر الشمالي-الجنوبي.
ستتضمن أجزاء النفق من الخرسانة مسبقة التصنيع مقطعًا عرضيًا مستطيل الشكل يبلغ عرضه حوالي 40 مترًا وطوله 10 أمتار ويضم أربعة ممرات منفصلة (ممران للسيارات وممران للقطارات)، بالإضافة إلى ممر خدمة صغير: سيكون هناك أنبوبان منفصلان للسيارات أحدهما متجه شمالاً والآخر جنوبًا ويبلغ عرض كل واحد منهما 11 مترًا ويحتوى كل منهما على حارتين لحركة السير وحارة للأعطال؛ بينما سيكون عرض الممرات المتجهة شمالاً وجنوبًا 6 أمتار (كل ممر) وارتفاعها حوالي 10 أمتار، وسيكون عرض ممر الخدمة 3 أمتار، في حين أن المساحة الفاصلة بين كل «أنبوب» لن تكون ثابتة، ولكن العرض الإجمالي سيكون 41.2 مترًا. ويتطابق الترتيب المقطعي وأحادي المستوى لأنابيب طريقي السيارات وخط السكة الحديد جنبًا إلى جنب - مع اتجاه طريق السيارات غربًا وخط السكة الحديد شرقًا - مع ترتيب البنية التحتية لطريق السيارات وخط السكة الحديد الحالي ولا يتطلب التداخل لربطهما ببعض.

### خصائص الجسر
في البداية، كان المقترح تشييد جسر. وكان من المقرر أن يكون طول الجسر حوالي 20 كم، ويشتمل على ثلاثة امتدادات مزودة بكوابل متطابقة ويبلغ طول كل امتداد 724 متر (2,375 قدم). بينما كان طول الأعمدة الأربعة في الإنشاء القاعدي للجسر حوالي 280 م (919 قدم). وكان الخلوص الرأسي حوالي 65 م (213 قدم) فوق سطح البحر, وهو ما يسمح بعبور السفن المتجهة إلى المحيط من تحته. وقد اشتركت عدة شركات في تصميم روابط الجسر؛ حيث تولت شركة ديسينج آند ويتلينج (Dissing+Weitling) مسؤولية الخصائص الجمالية للجسر، بينما تولت شركتا كوي (COWI) و أوبيرمير (Obermeyer) مسؤولية جوانب الهندسة المدنية به. وتضمن التصميم المقترح طريق سيارات رباعي الحارات وخطي سكة حديد.

## تاريخ المشروع
في 29 يونيو 2007، تم التوصل إلى اتفاق مؤقت في برلين بين السلطات الدنماركية والألمانية (ممثلة في وزراء النقل في الدولتين) بشأن متابعة تشييد الجسر.
وقد أشارت التفاصيل الواردة في إذاعة دانماركس راديو (Danmarks Radio) إلى أن جسر فيهمارنبيلت سيمتد 19 كـم (12 ميل) من نقطة على بُعد حوالي 2 كـم (1 ميل) شرق مدينة رودبي في الدنمارك إلى بوتغاردن في جزيرة فيهمارن التي يوجد بها بالفعل جسر يربطها بالأراضي الألمانية. وستبدأ عملية التشييد في 2015 ومن المتوقع أن تنتهي بحلول نهاية عام 2021.
في 3 سبتمبر 2008، وقّعت وزيرة النقل الدنماركية كارينا كريستينس (Carina Christensen) ونظيرها الألماني فولفجانج تيفنسي (Wolfgang Tiefensee) اتفاقًا لتشييد جسر فيهمارنبيلت في حفل أقيم في مدينة كوبنهاغن. وفي 26 مارس 2009، صدّق البرلمان الدنماركي على عملية تشييد الجسر، ووافق البرلمان الألماني على المشروع في 18 يونيو 2009.
وفي ديسمبر 2010، تم الإعلان عن أنه سيتم تشييد نفق بدلاً من جسور
في يناير 2011، صوتت غالبية كبيرة من الأحزاب في البرلمان الدنماركي على دعم قرار تشييد نفق. ومع ذلك، ما زال لا بد من إتمام إجراءات الموافقة الوطنية في كلا البلدين، وفي ألمانيا، يتضمن ذلك تقديم طلب للموافقة على الخطة. وفي الدنمارك، سيتطلب المشروع تمرير قانون إنشاء في البرلمان، ومن المتوقع الانتهاء من كافة التشريعات اللازمة بحلول عام 2013. وكان المقرر البدء في تشييد النفق في عام 2014 ومتوقع أن يستمر حتى عام 2020.
ولكن، في 16 ديسمبر 2011، أعلنت الحكومة الألمانية عن تأجيلها إنشاء خط السكة الحديد إلى نفق فيهمارن إلى ما بعد عام 2015. وحسبما ورد في تقرير نُشر في جريدة Der Nordschlewiger الألمانية، فقرر وزير المواصلات الألماني بيتر رامزور (Peter Ramsauer) خفض الاستثمار الحكومي المقرر في البنى التحتية الجديدة في ألمانيا بنسبة 25 في المئة بسبب الأزمة الاقتصادية. ولا يتضح فورًا تأثير هذا التأجيل على مشروع نفق فيهمارنبيلت بوجه عام.

## النقد
كانت هناك اعتراضات من السكان المحليين في ألمانيا، من هؤلاء الخائفين من خسارة وظائفهم فيما يتعلق بحركة مرور العبّارات المكتظة حاليًا، ومن حماة البيئة الذين يعتقدون أن الحياة البرية ستتضرر من تشييد المعبر.
لقد نوقشت فكرة تشييد المعبر لأكثر من 30 عامًا. وفي بداية تلك المدة، قبل إعادة توحيد ألمانيا، كان المعبر الوحيد المتاح يتجه ناحية مدينة هامبورغ؛ حيث كان الذهاب جهة ألمانيا الشرقية لا يعد خيارًا عمليًا. وبالرغم من تغير الظروف وإعادة تشكيل أوروبا سياسيًا واقتصاديًا في غضون ذلك، فما زالت فكرة إنشاء معبر مباشر قائمة. وقد تعرضت هذه الفكرة لانتقادات شديدة؛ حيث إن ربط العاصمتين كوبنهاغن وبرلين، وعلى نطاق أوسع، إقامة رابط من إسكندنافيا إلى بولندا والجزء الشرقي من أوروبا، ستكون فكرة أكثر منطقية من منطلق أنها ستفتح أمام الدنمارك سوقًا جديدة بالكامل. وتم تقديم اقتراح بتشييد جسر جيدسر روستوك, حوالي 50 كـم (31 ميل) أقصى الشرق، كبديل أو لإتمام جسر فيهمارنبيلت، حيث سيربط هذا الجسر ألمانيا الشرقية، بما فيها برلين ومناطق في أقصى الجنوب بإسكندنافيا.

### التأثير البيئي
اعتقد النقاد أن إقامة جسر سيضع حاجزًا آخر أمام تبادل الماء في بحر البلطيق، الذي يعتمد على تدفق الماء من بحر الشمال. ويصل هذا الماء المؤكسج والمالح، الضروري للأنظمة البيئية البحرية، من بحر الشمال إلى بحر البلطيق من خلال خليج سكاجيراك وخليج كاتيغات. وقد أثبتت الدراسات التي أجرتها الوكالة الفيدرالية الألمانية لحماية البيئة أن حوالي 70 في المئة من عملية تبادل الماء بين بحر الشمال وبحر البلطيق تتم عبر خليج فيهمارن. ويُقال إن إنشاء حواجز إضافية سيزيد من تقييد إمداد الماء؛ مما سيتسبب في تدهور جودة الماء وزيادة الكائنات الدقيقة غير المرغوبة على سواحل بحر البلطيق. ومع ذلك، فقد ثبت عدم ظهور مثل هذه الحواجز الإضافية بعد تشييد جسور الحزام الكبير وجسر أوريسند.
علاوةً على ذلك، فقد كان سيتم تشييد الجسر فوق إحدى أهم مناطق هجرة الطيور، وهو ما سيؤثر على أنواع الطيور النادرة والمهددة بالانقراض بشكل خطير. وستؤثر أعمال تشييد الجسر بالفعل على مجموعات الثدييات البحرية المتقهقرة، مثل الفقمات وخنازير البحر. ومن أجل التنبؤ الدقيق بالآثار بعيدة المدى لعملية تشييد الجسر على الأنظمة البيئية البحرية الحساسة، فقد تقرر إجراء أبحاث إضافية في الفترة بين 2009-2012.

### المخاوف الاجتماعية
يعتقد المعارضون أن تشييد معبر ثابت والنتيجة المتمثلة في التحول من حركة نقل البضائع عن طريق العبّارات المستخدمة حاليًا يعني انخفاضًا جذريًا في تشغيل العبّارات وخسارة وظائف. وفي الوقت نفسه، فإن عمليات التوظيف المرتبطة بأعمال التشييد ستكون قصيرة المدى فقط. هذا بالإضافة إلى الادعاء بأن المشروع ربما يكون غير مبرر من الناحية الاقتصادية؛ حيث قد تكون هناك مبالغة في التنبؤات المتعلقة بحركة مرور المسافرين ونقل البضائع، كما يوجد احتمال كبير في عدم إمكانية تعويض الاستثمارات التي سيتم ضخها فيه. ويشير البعض إلى أن الخطط الأصلية للجسر كانت موضوعة خلال فترة الحرب الباردة وأنه منذ ذلك الحين شهد التدفق المروري تغيرًا كليًا؛ بمعنى أن تشييد الجسر لم يعد له مبرر.

## وصلات خارجية
- Official website
- Femern Bælt, Danish traffic ministry
- Pictures, Danish traffic ministry
- Information on the Fehmarn Belt Fixed Link on the website of the Greens/EFA in the European Parliament
- Dynamic map comparing proposed bridge and tunnel routes
- Ramboll's Project Manager blogs about the tunnel